# Stanisław Orzelski
Stanisław Orzelski herbu Dryja, pseudonim Marfordus (Martholdus) Mądzikovius (ur. ok. 1581, zm. 10 maja 1626 w Dąbrowie) – polski poeta makaroniczny i satyryk. Był zagorzałym zwolennikiem kontrreformacji.

## Życiorys
Syn Macieja, szlachcica, sędziego grodzkiego w Nakle i Elżbiety z Łowienka Niemojewskiej. Bratanek Świętosława i Jana Orzelskich. 
W roku 1601 wyjechał do Włoch i tam w 1602 immatrykulował się na uniwersytecie w Padwie. W 1606 odwiedził Bolonię. Wkrótce po powrocie do kraju, w roku 1607, w czasie rokoszu Zebrzydowskiego, wziął udział w bitwie pod Guzowem po stronie wojsk królewskich. W roku 1609 ożenił się z Barbarą z Jezior Dembołecką. Pozostawił syna (Maciej ur. 1610) i córkę (Elżbieta ur. 1612). Prowadził żywot spokojnego ziemianina. Był właścicielem 6 wsi: Topoli, Samostrzela, Liszkowa (Łyskowa), Dąbrowy, Komorowa i Wielkiej Wsi, ⅛ miasteczka Dźwierszna a w roku 1614 trzymał na wyderkaf ⅛ miasta Czarnkowa. Nie piastował żadnych urzędów publicznych. Zmarł około 10 maja roku 1626 w Dabrowie.

## Twórczość
- Macaronica (carmina) Marfordii Mądzikovii poetae approbati, powst. 1623–1624; fragmenty ogł.: Monitor 1774, nr 37, s. 294-298 (makaron VII: Opisanie chłopskiego wesela); Monitor 1776, nr 85-86, s. 730-745 (kilka fraszek oraz makaron I i II jako Makaron Morsztynowski(?); H. Juszyński Dykcjonarz poetów polskich, t. 2, Kraków 1820, s. 381-382; M. Wiszniewski Historia literatury polskiej, t. 6, Kraków 1884, s. 224-225; P. Chmielowski: wstęp do wyd.: A. Morsztyn Poezje oryginalne i tłumaczone, Warszawa 1883, s. XXII; M. Dynowska "Hieronim Morsztyn i jego rękopiśmienna spuścizna", Pamiętniki Literackie, rocznik 10 (1911), s. 23-24; A. Brückner Dzieje kultury polskiej, t. 2, Kraków 1931; wyd. 2 Warszawa 1939, s. 608-613; J. Goldmann "La Philologie romane en Pologne", Archivum Neophilologicum, t. 2 (1937), s. 87;  A. Brückner,  Encyklopedia staropolska, t. 1, Warszawa 1939, szpalta 824-825; wyd. krytyczne M. Pełczyński "Stanisław Orzelski na tle poezji makaronicznej w Polsce", Poznań 1960, Poznańskie Towarzystwo Przyjaciół Nauk Wydział Filologiczno-Filozoficzny Prace Komisji Filologicznej, t. 20, zeszyt 1, (satyryczny poemat makaroniczny w 7 częściach oraz kilka fraszek)